# Exochus flavomarginatus
Exochus flavomarginatus är en stekelart som beskrevs av Holmgren 1856. Exochus flavomarginatus ingår i släktet Exochus och familjen brokparasitsteklar. Arten är reproducerande i Sverige. Inga underarter finns listade i Catalogue of Life.